# SMS Kronprinz
La SMS Kronprinz fu l'ultima nave da battaglia delle quattro che formavano la classe König della Kaiserliche Marine. Impostata nel novembre 1911, fu varata il 21 febbraio 1914, entrò in servizio nella Hochseeflotte l'otto novembre 1914, quattro mesi dopo l'inizio della prima guerra mondiale. Deriva il suo nome Kronprinz (principe ereditario) in onore del Principe Guglielmo, nel 1918, per il trentennale del regno del padre, la nave fu ribattezzata Kronprinz Wilhelm sempre in suo onore. La nave era armata con 10 cannoni da 305 mm installati in cinque torrette binate ed era in grado di sostenere 21 nodi di velocità
Insieme alle altre tre navi della classe, SMS König, SMS Grosser Kurfürst, e SMS Markgraf, la Kronprinz prese parte alle più importanti azioni della flotta tedesca, compresa la Battaglia dello Jutland del 31 maggio e primo giugno 1916. Nonostante facesse parte dell'avanguardia della linea di battaglia tedesca non subì danni rilevanti. Fu silurata dal sommergibile britannico HMS J1 il 5 novembre 1916 durante una missione al largo della costa danese. dopo le riparazioni partecipò all'Operazione Albion, nel Mar Baltico dell'ottobre 1917. Durante questa azione la Kronprinz combatté contro la nave da battaglia russa Tsarevitch e la costrinse alla fuga.
Alla fine della guerra, la Kronprinz fu condotta insieme alla maggior parte della Hochseeflotte presso la base di Scapa Flow mentre venivano discusse le clausole del trattato di Versailles. Il 21 giugno 1919 il contrammiraglio Ludwig von Reuter preferì ordinare l'autoaffondamento che far cadere la flotta in mani britanniche. Al contrario di molte altre navi che sono state recuperate per essere demolite, il relitto della Kronprinz giace sul fondo della baia.

## Costruzione e caratteristiche

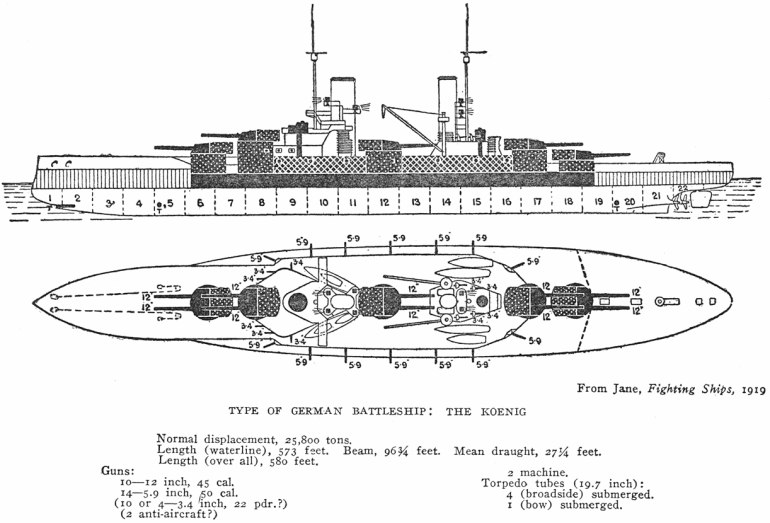
Pianta e profilo delle navi della classe König, da Jane's Fighting Ships, 1919

La Kronprinz con il nome provvisorio Ersatz Brandenburg fu costruita nei cantieri Germaniawerft a Kiel con il numero di cantiere 182. Impostata nel maggio 1912 e varata il 21 febbraio 1914. La nave doveva essere completata all'inizio del 1915, ma i lavori furono accelerati a causa dell'inizio della prima guerra mondiale a metà del 1914, infatti l'allestimento fu completato per l'8 novembre 1914, il giorno stesso entrò in servizio nella Hochseeflotte. Il costo della Markgraf fu di 45 milioni di Goldmark.
La Kronprinz dislocava 25.796 t al varo e 28.600 t a pieno carico, con una lunghezza fuori tutto di 175,4 m, un baglio massimo di 19,5 m ed un'altezza totale dello scafo di 9,19 m. L'apparato propulsore era costituito da tre turbine a vapore Parsons ognuna azionante un'elica, per complessivi 43.300 hp all'asse (32,3 MW) che permettevano una velocità massima di 21 nodi. Il vapore era prodotto da tre caldaie alimentate a nafta e 12 alimentate a carbone. L'autonomia era di 8.000 miglia nautiche alla velocità di crociera di 12 nodi. L'equipaggio era composto da 41 ufficiali e 1.095 marinai.
L'armamento principale era composto da dieci cannoni da 305 mmSK L/50 in cinque torrette binate. Le batterie secondarie erano costituite da quattordici cannoni da 150 mm SK L/45 a tiro rapido montati in casematte e da sei cannoni da 88 mm SK L/45 a tiro rapido.. Era equipaggiata anche con cinque tubi lanciasiluri da 500 mm posti sotto la linea di galleggiamento, uno a prua e gli altri quattro su i due lati di bordata. La corazza di murata era spessa 350mm. Il ponte aveva uno spessore di 30mm; Le torrette e la torre di comando anteriore avevano una protezione spessa 300mm.

## Servizio
La Kronprinz fu completata nel novembre 1914; dopo la sua entrata in servizio fu assegnata al III Geschwader (3ª squadra da battaglia) composta dalle altre tre navi gemelle della classe König. La Kronprinz completò le prove in mare il 2 gennaio 1915. La prima missione con la flotta tedesca cui partecipò la Kronprinz fu, Il 29-30 marzo, al largo di Terschelling senza incontri con il nemico. Tre settimane dopo, il 17-18 aprile, partecipò con le altre navi della sua squadra ad una missione di minamento condotta dagli incrociatori leggeri del II Aufklärungsgruppe (2º Gruppo da Ricognizione) al largo di Great Yarmouth sulla secca detta Swarte Bank. Un'altra missione fu effettuata il 22 aprile; due giorni dopo il III Geschwader tornò nel Baltico per condurre esercitazioni. L'otto maggio si verificò un'esplosione nella camera del cannone destro della torretta centrale. Le esercitazioni nel Baltico durarono fino al 13 maggio, quando il III. Geschwader ritornò nel Mare del Nord. Un'altra operazione per la posa di campi di mine fu condotta dal II Aufklärungsgruppe il 17 maggio, con ancora la squadra della Kronprinz in supporto.
La Kronprinz partecipò alla sortita della Hochseeflotte nel Mare del Nord, del 29 e 31 maggio 1915, che si concluse senza combattimenti. Fece da scorta ad un'altra operazione di minamento il 11-12 settembre al largo di Texel. Seguì un'altra sortita della flotta il 23-24 ottobre. Il 24 aprile, la Kronprinz prese parte ad un attacco conto la costa inglese, ancora in supporto a distanza dell'azione degli incrociatori da battaglia del I Aufklärungsgruppe. Gli incrociatori da battaglia lasciarono l'estuario dello Jade alle 10:55 CET, del 24 aprile 1916, ed il resto della Hochseeflotte seguì alle 13:40. L'incrociatore da battaglia Seydlitz urtò una mina sulla rotta di avvicinamento all'obiettivo, e dovette ritirarsi. Gli altri incrociatori da battaglia bombardarono la città di Lowestoft senza inconvenienti, ma durante l'avvicinamento a Yarmouth, incontrarono gli incrociatori britannici della Harwich Force. Si svolse un breve scambio di artiglieria interrotto dalla ritirata della Harwich Force. Segnalazioni dell'attività dei sommergibili britannici nell'area convinsero al ritiro il I. Aufklärungsgruppe. A questo punto, l'ammiraglio Reinhard Scheer, che era stato avvertito dell'uscita della Grand Fleet dalla sua base di Scapa Flow, decise il ritiro della flotta in acque tedesche.

### Battaglia dello Jutland

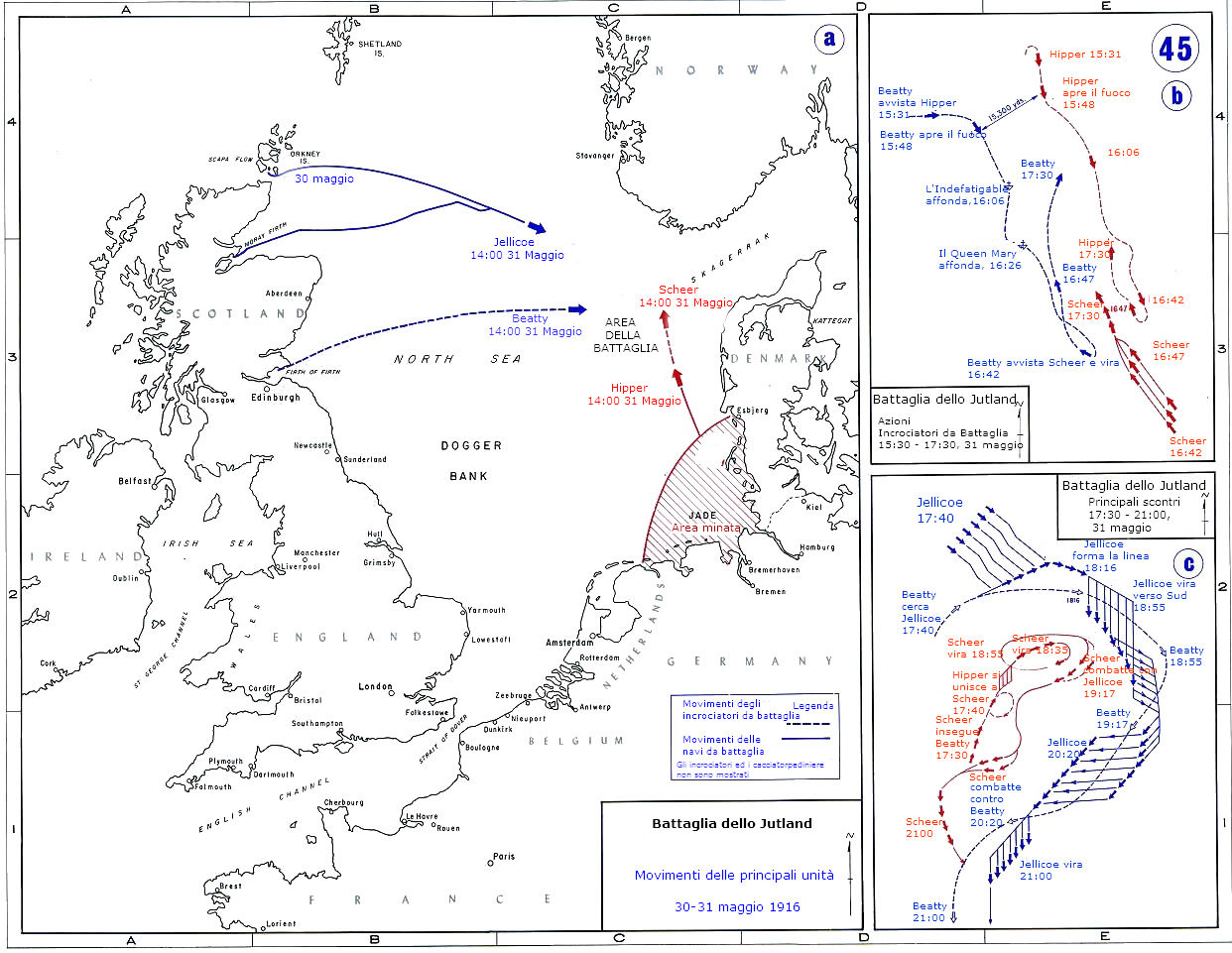
Schema della battaglia dello Jutland

La Kronprinz partecipò all'azione navale che portò alla battaglia dello Jutland del 31 maggio ed il primo giugno 1916. L'operazione aveva ancora lo scopo di attrarre una parte della Grand Fleet per annientarla in battaglia prima dell'intervento del grosso della flotta britannica. La Kronprinz era l'ultima nave della V Division del III Geschwader (3ª squadra da battaglia) costituita dalle sue gemelle König, Grosser Kurfürst e Markgraf. La V Division costituiva l'avanguardia della linea di battaglia tedesca, subito dopo seguivano le navi della classe Kaiser che formavano la VI Division, III. Geschwader. A poppavia delle navi della classe Kaiser seguivano le navi della classe Helgoland e Nassau del II. Geschwader; la retroguardia era tenuta dalle vecchie pre-dreadnought della classe Deutschland appartenenti al I. Geschwader.
Poco prima delle ore 16:00 CET, gli incrociatori da battaglia del I. Aufklärungsgruppe (1º gruppo da ricognizione) incontrarono le navi omologhe del 1st Battlecruiser Squadron (1ª Squadra Incrociatori da Battaglia), al comando di David Beatty. Iniziò un duello di artiglierie che portò alla distruzione, poco dopo le 17:00, dell'HMS Indefatigable, e meno di mezz'ora dopo, del Queen Mary. A questo punto, gli incrociatori da battaglia tedeschi facevano rotta verso sud per attirare le navi britanniche verso il grosso della Hochseeflotte. Per le 17:30, la König, la nave da battaglia tedesca in avanguardia, avvistò sia il I. Aufklärungsgruppe sia il 1st Battlecruiser Squadron in avvicinamento. Gli incrociatori da battaglia tedeschi dirigevano a dritta della König mentre le navi britanniche erano sul lato di sinistra. Alle 17:45, Scheer ordinò una virata di due quarte a dritta per avvicinare le sue navi agli incrociatori britannici, e un minuto dopo, alle 17:46, fu dato l'ordine di aprire il fuoco.
Le prime navi della linea di battaglia aprirono il fuoco contro gli incrociatori da battaglia britannici ma la Kronprinz era troppo distante per colpirli. Così, apri il fuoco, insieme ad altre dieci navi della linea tedesca, contro il 2nd Light Cruiser Squadron (2ª Squadra Incrociatori Leggeri). La Kronprinz fece fuoco contro l'HMS Dublin dalle 17:51 fino alle 18:00 da una distanza compresa fra 17.000-18.600 m (56.000-61.000 piedi), per poi spostare il fuoco contro la nave da battaglia HMS Malaya, dalle ore 18:08, da una distanza di 17.000 m. La Kronprinz prima utilizzò proietti semi-perforanti, per stabilire meglio la distanza di tiro, per poi passare ai proietti perforanti standard. Nei 13 minuti necessari alla Malaya per portarsi fuori tiro, solo un centro fu rilevato dagli ufficiali di tiro della Kronprinz. Secondo lo storico navale John Campbell, fu più probabilmente "il lampo dei cannoni della Malaya visto attraverso una cortina di fumo". Durante questo periodo diverse salve caddero intorno alla Kronprinz, senza che nessuna la centrasse. La Kronprinz si riportò di nuovo a distanza di tiro contro la Malaya per le 18:30, ma fu in grado di sostenere il fuoco per solo sei minuti prima che la Malaya si portasse fuori tiro.
Poco dopo le 19:00, diversi cacciatorpediniere britannici tentarono un attacco con i siluri contro l'avanguardia della linea tedesca. Il cacciatorpediniere HMS Onslow lanciò due siluri contro la Kronprinz da una distanza di 7.300 m, mancando il bersaglio.
L'incrociatore tedesco Wiesbaden venne immobilizzato da un colpo dell'HMS Invincible; il contrammiraglio Paul Behncke sulla König cercò di manovrare le sue navi nel tentativo di coprire l'incrociatore danneggiato. Contemporaneamente le navi britanniche del III e del IV Light Cruiser Squadron (3ª e 4ª Squadra Incrociatori Leggeri) iniziarono un attacco con i siluri contro la linea tedesca; mentre avanzavano per raggiungere la distanza di tiro per i siluri, colpirono il Wiesbaden con le loro batterie. La Kronprinz e le altre navi della classe König svilupparono un pesante bombardamento contro gli incrociatori britannici, che però non si ritirarono. Nella successiva mischia, l'incrociatore corazzato britannico Defence fu colpito dal fuoco di numerose navi nemiche, colpito da una salva alla santabarbara delle munizioni esplose ed affondò alle 19:19. John Campbell nota come nonostante la distruzione del Defence sia usualmente attribuita all'incrociatore da battaglia SMS Lützow, c'è la possibilità che siano stati i colpi della Kronprinz quelli fatali. Dopo l'affondamento del Defence, la Kronprinz spostò il tiro sul HMS Warrior; l'incrociatore britannico fu danneggiato gravemente e dovette ritirarsi dalla battaglia. Impossibilitato a raggiungere un porto, fu abbandonato.
Per le 20:00, la flotta tedesca virò verso est per sganciarsi dal fuoco di quella britannica comandata dall'ammiraglio John Jellicoe. La Markgraf, che era immediatamente avanti alla Kronprinz, ebbe un problema alle macchine ed uscì di formazione, e si ritrovò dietro la Kronprinz.
Tra le 20:00 e le 20:30, la Kronprinz e le altre navi del III Geschwader si confrontarono sia con il 2nd Light Cruiser Squadron sia con le navi da battaglia della Grand Fleet. la Kronprinz cercò di calcolare la gittata osservando i lampi dei cannoni britannici attraverso il fumo ma la scarsa visibilità impedì agli ufficiali di tiro di ottenere la distanza dei bersagli. Perciò, in questa fase, non aprì il fuoco. La Kronprinz fu violentemente scossa da diversi colpi ravvicinati ma fuori bersaglio. Alle 20:18, Il pesante fuoco della flotta britannica costrinse Scheer ad ordinare l'inversione di rotta alla sua flotta; questa virata invertì l'ordine della linea di battaglia tedesca e portò la Kronprinz verso la coda della linea. Dopo essere riuscito a sottrarre la sua flotta dal combattimento, Scheer ordinò di assumere la formazione di crociera notturna, ma errori di comunicazione fra Scheer a bordo della SMS Friedrich der Grosse e la SMS Westfalen che era in testa alla formazione, causarono ritardi. La flotta completò la formazione per le 23:30, con la Kronprinz quattordicesima nella linea formata da 24 navi da battaglia.
Attorno alle 02:45, i cacciatorpediniere britannici organizzarono un attacco con i siluri contro la retroguardia della linea tedesca. La Kronprinz non aprì il fuoco, ma, insieme alle altre navi tedesche, manovrò per evitare i siluri. Un siluro, lanciato dal cacciatorpediniere HMS Obedient, esplose 100 piedi (91 m) dietro la Kronprinz, nella scia della nave. Sia l'Obedient e il HMS Faulknor segnalarono di aver colpito la Kronprinz ma, in realtà, rimase illesa dall'esplosione ravvicinata dei siluri. La violenta reazione delle altre navi tedesche costrinse i cacciatorpediniere britannici a ritirarsi. La Hochseeflotte era riuscita ad attraversare le linee del naviglio sottile britannico senza che le navi da battaglia di Jellicoe intervenissero, e conseguentemente raggiunsero le secche di Horns Rev (costa ovest della Danimarca) per le 04:00 del primo giugno. Il I Geschwader rimase schierato a difesa degli accessi esterni al porto, mentre la Kronprinz, la SMS Kaiser, SMS Kaiserin, e la SMS Prinzregent Luitpold furono posizionate proprio davanti al porto Wilhelmshaven.
Nel corso della battaglia, la Kronprinz utilizzò 144 proietti perforanti e semi-perforanti per le sue batterie principali, ma le reciproche quantità sono ignote. La nave non utilizzò le sue batterie secondarie da 150 mm e da 88 mm. Delle quattro navi della classe König, solo la Kronprinz uscì illesa dalla battaglia.

### Operazioni successive
Il 18 agosto 1916, La Kronprinz prese parte ad una missione per bombardare la città costiera inglese di Sunderland. L'ammiraglio Scheer cercò di ripetere il piano attuato il 31 maggio; Il I. Aufklärungsgruppe, composto dai due incrociatori da battaglia superstiti il SMS Von der Tann ed il SMS Moltke affiancati da tre navi da battaglia, avrebbe dovuto bombardare la città costiera inglese di Sunderland, nel tentativo di attirare e distruggere la squadra degli incrociatori da battaglia di David Beatty. La Kronprinz con il resto della Hochseeflotte avrebbe seguito in copertura. La Royal Navy venne a conoscenza della sortita e fece salpare la Grand fleet per intercettare le navi tedesche. Alle 14:35, Scheer fu avvisato dell'avvicinarsi delle navi britanniche, e non volendo affrontare di nuovo l'intera flotta britannica appena 11 settimane dopo la battaglia dello Jutland, si ritirò verso i porti tedeschi.
La Kronprinz partecipò a due missioni della flotta tedesca conclusasi senza scontri, una il 16 luglio a nord dell'isola di Helgoland, ed un'altra il 18-20 ottobre nel Mare del Nord. La Kronprinz ed il resto del III Geschwader furono inviate subito dopo nel Baltico per condurre una missione di addestramento che durò fino al 2 novembre. Mentre rientravano dal baltico, la Kronprinz e la sua squadra furono incaricate di coprire il ritiro di due sommergibili che si erano arenati sulla costa danese. Nel viaggio di ritorno, il 5 novembre 1916, la nave fu silurata dal sottomarino britannico HMS J1 presso il faro di Horns Rev. Il silurò colpì lo scafo sotto la torretta di prua e fece penetrare 250 t di acqua nella nave. La Kronprinz riuscì a mantenere velocità e rotta e raggiunse il porto. Il giorno seguente fu portata nel bacino di carenaggio dei Cantieri Imperiali di Wilhelmshaven, per riparazioni che durarono fino al 4 dicembre.
Dopo essere tornata in forza del III Geschwader, la Kronprinz prese parte a una missione di addestramento di squadra nel Baltico per poi condurre ricognizioni difensive nel Golfo di Germania. Durante delle manovre di addestramento, il 5 marzo 1917, la Kronprinz fu accidentalmente speronata dalla sua gemella SMS Grosser Kurfürst nella baia di Helgoland. La collisione causò un limitato allagamento, circa 600 t d'acqua. Fu riportata nel bacino di carenaggio di Wilhelmshaven, dal 6 marzo al 17 maggio. Dall'11 settembre, Kronprinz fu mandata in addestramento nel Baltico, per poi aggregarsi alle forze riunite per l'Operazione Albion.

### Operazione Albion
Agli inizi di settembre del 1917, in seguito alla conquista tedesca del porto di Riga, la marina imperiale tedesca decise di eliminare le forze navali russe che ancora tenevano il golfo di Riga. Per questo obiettivo lo Admiralstab (lo stato maggiore della marina) pianificò un'operazione per la conquista delle isole baltiche di Ösel, in particolare le batterie costiere russe sulla penisola di Sworbe (Sõrve).
Il 18 settembre fu dato l'ordine per l'inizio delle operazioni aeronavali per l'invasione delle isole di Ösel (nome tedesco di Saaremaa) e di Muhu; le unità navali principali erano guidate dall'ammiraglia della task force, la SMS Moltke, affiancata dal III. Geschwader della Hochseeflotte che comprendeva la V. Division composta dalle tre navi della classe König, ed era stata rinforzata con la nuova nave da battaglia SMS Bayern, la VI. Division formata dalle cinque navi della classe Kaiser. Insieme ad esse completavano la flotta nove incrociatori leggeri, tre flottiglie di torpediniere, decine di posamine e dragamine, l'intera task force comprendeva circa 300 navi ed era supportata da 100 aerei e sei dirigibili. La forze terrestri ammontavano a circa 24.600 tra soldati ed ufficiali. Contro le forze tedesche i russi opponevano le vecchie pre-dreadnought Slava e Tsesarevitch, gli incrociatori corazzati Bayan, Admiral Makarov, ed il Diana, 26 cacciatorpediniere, e molte torpediniere e cannoniere. La guarnigione sull'isola di Ösel aveva una forza di circa 14.000 uomini.

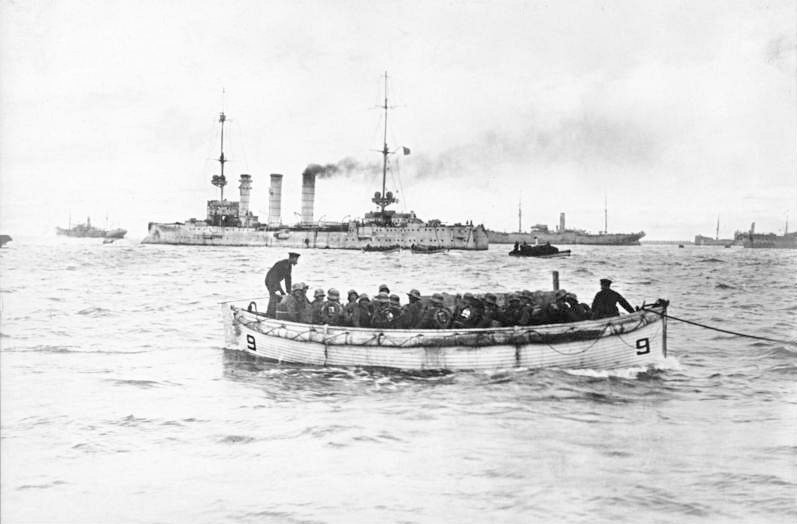
Truppe tedesche sbarcano sull'isola di Ösel

L'operazione iniziò il 12 ottobre; alle 03:00 la König gettò le ancore davanti all'isola di Ösel nella baia di Tagga ed iniziò a sbarcare le truppe che aveva a bordo. Alle 05:50, la König aprì il fuoco sulle batterie costiere russe della baia di Tagalaht nel golfo di Riga, seguita dalla Moltke e la Bayern. Contemporaneamente, le navi della classe Kaiser attaccarono le difese dell'isola di Saaremaa, in particolare le batterie sulla penisola di Sõrve (promontorio dell'isola di Saaremaa); l'obiettivo era controllare il transito nel canale fra le isole di Moon e Dagö, unica via di fuga delle unità navali russe. Sia laGrosser Kurfürst che la Bayern urtarono delle mine mentre bombardavano i loro obiettivi; la prima ebbe pochi danni, mentre la Bayern fu gravemente danneggiata; le navi dovettero ritirarsi a Kiel per le riparazioni. Alle17:30, la König lasciò l'area per rifornirsi. Tornò in azione nello stretto di Irben il 15 ottobre.
Il 16 ottobre fu deciso di inviare una parte della flotta per eliminare le forze navali russe nello stretto di Muhu; fra queste c'erano le due navi da battaglia russe. Per questo scopo, la König e la Kronprinz, con gli incrociatori SMS Strassburg e SMS Kolberg, insieme ad ampio numero di naviglio sottile, fu inviato contro le due navi russe. Arrivarono la mattina del 17 ottobre, ma un profondo campo minato russo rallentò momentaneamente l'azione tedesca. Le navi tedesche ebbero una brutta sorpresa scoprendo che i cannoni da 305 mm delle navi russe avevano una gittata utile superiore ai pari calibro tedeschi. Le navi russe riuscirono a mantenersi a distanza di tiro senza essere colpite dalle navi tedesche che furono costrette a manovre evasive per evitare le bordate russe. Comunque per le 10:00, i dragamine riuscirono ad aprire un varco nel campo minato e la König con la Kronprinz penetrarono nello stretto; La König duellò con la Slava e la Kronprinz tirò contro la Slava e l'incrociatore Bayan. Le navi russe furono colpite da decine di proietti, finché alle 10:30 il comandante russo, l'ammiraglio Bakhirev, ordinò la ritirata. La Slava aveva troppi danni, e non era in grado di ritirarsi, così si autoaffondò e l'equipaggio fu messo in salvo su di un cacciatorpediniere.
Il 18 ottobre, la Kronprinz si arenò, ma subì solo lievi danni e continuò a partecipare all'azione. Per il 20 ottobre, le operazioni navali erano cessate definitivamente, le navi russe erano state distrutte o messe in fuga, e le forze di terra avevano raggiunto i loro obiettivi. Il 26, la Kronprinz si arenò di nuovo nel viaggio di ritorno verso Kiel, ma riuscì a raggiungere Kiel il 2 novembre, e poi Wilhelmshaven. Le riparazioni durarono dal 24 novembre all' 8 gennaio.

### Destino finale

Mappa della posizione dei relitti delle navi affondate a Scapa Flow, la Markgraf è contrassegnata con il numero 5;click per ingrandire

Il 27 gennaio 1918, il Kaiser decise che la nave fosse ribattezzata Kronprinz Wilhelm in onore del Principe Ereditario. La nave fu formalmente ribattezzata il 15 giugno 1918, per il trentesimo anniversario di reggenza del Kaiser Guglielmo. La Kronprinz Wilhelm avrebbe dovuto partecipare all'ultima azione della Hochseeflotte. Dalla base di Wilhelmshaven, la flotta tedesca, si sarebbe diretta in forze contro le coste inglesi per affrontare la Grand Fleet; Scheer — ora il Großadmiral della flotta — si proponeva di infliggere il massimo dei danni alla flotta britannica, per ottenere migliori condizioni di resa, sacrificando la flotta tedesca. La mattina del 29 ottobre 1918, fu dato l'ordine, per il giorno dopo, di salpare da Wilhelmshaven. Dalla notte del 29 ottobre, i marinai sulla SMS Thüringen e su molte altre navi da battaglia, tra cui la Kronprinz Wilhelm, si ammutinarono. La rivolta costrinse Hipper e Scheer a cancellare l'operazione. Informato della situazione il Kaiser affermò: "Non ho più una marina."
In seguito alla resa della Germania nel novembre 1918, la maggior parte della Hochseeflotte, sotto il comando del contrammiraglio Ludwig von Reuter, fu condotta presso la base navale britannica di Scapa Flow. Prima della partenza della flotta tedesca, l'ammiraglio Adolf von Trotha esplicitò a von Reuter, che, in ogni caso, le navi non potevano essere consegnate agli Alleati. La flotta tedesca si incontrò con l'incrociatore leggero britannico HMS Cardiff, che la portò verso la grande scorta di navi alleate che doveva condurla fino a Scapa Flow. La flotta alleata era composta da circa 370 navi britanniche, statunitensi e francesi. Una volta confinate a Scapa Flow, alle navi furono rimossi gli otturatori dei cannoni per renderli inservibili ed i loro equipaggi furono ridotti a 200 tra ufficiali e marinai.
La flotta rimase prigioniera durante i negoziati che condussero alla firma del Trattato di Versailles. Von Reuter riteneva che la Royal Navy si sarebbe impossessata delle navi il 21 giugno, che era la scadenza imposta alla Germania per la firma del trattato. Non essendo a conoscenza della proroga dell'ultimatum fissata al 23, Reuter decise di dare l'ordine di affondare le navi. La mattina del 21 giugno, la flotta britannica lasciò Scapa Flow per condurre delle esercitazioni in mare, e alle 11:20 Reuter trasmise l'ordine alle sue navi. La Kronprinz Wilhelm affondò alle 13:15; I soldati britannici di guardia alle navi persero il controllo non riuscendo ad impedire l'affondamento; quelli a bordo di una pilotina vicina alla nave aprirono il fuoco uccidendo un fuochista della Kronprinz Wilhelm. In totale, le guardie uccisero nove tedeschi e ne ferirono 21. Il resto degli equipaggi, in totale 1.860 tra ufficiali e marinai, fu imprigionato.
La Kronprinz Wilhelm non fu mai recuperata per la demolizione, al contrario della maggior parte delle altre navi autoaffondate La Kronprinz Wilhelm e le sue due gemelle affondarono in acque più profonde delle altre navi da battaglia, il che rendeva il recupero più difficile. L'inizio della seconda guerra mondiale nel 1939 pose fine alle operazioni di recupero, e dopo la guerra si stabilì che il recupero dei relitti più profondi era economicamente non praticabile. I diritti per il futuro recupero vennero venduti alla Gran Bretagna nel 1962. Dato che l'acciaio che forma le strutture dei relitti è stato formato prima delle esplosioni in atmosfera delle bombe atomiche, l'acciaio della Kronprinz Wilhelm risulta avere un basso livello di radioattività naturale e quindi viene saltuariamente prelevato per utilizzarlo in strumenti di misura. La Markgraf e le altre navi affondate sul fondo della baia di Scapa Flow sono un popolare sito per immersioni subacquee, e sono protette da severi regolamenti.

### Riferimenti
1. 1 2 3 4  Gröner, p. 27.
2. ↑  Campbell "Germany 1906–1922", p. 36.
3. 1 2 3 4 5  Staff, p. 36.
4. 1 2 3 4 5 6 7  Gröner, p. 28.
5. 1 2 3  Gröner, p. 28.
6. ↑  NavWeaps (15 cm/45)
7. 1 2 3 4  Preston, p. 80.
8. 1 2  Staff, p. 29.
9. ↑  Staff, p. 35.
10. ↑  Tarrant, p. 53.
11. ↑  Tarrant, p. 54.
12. ↑  Tarrant, p. 286.
13. ↑  Tarrant, pp. 94-95.
14. ↑  Tarrant, pp. 100-101.
15. ↑  Tarrant, p. 110.
16. ↑  Campbell Jutland, p. 54.
17. ↑  Campbell Jutland, p. 99.
18. ↑  Campbell Jutland, p. 100.
19. ↑  Campbell Jutland, p. 104.
20. ↑  Campbell Jutland, pp. 116-117.
21. ↑  Tarrant, p. 137.
22. ↑  Tarrant, p. 138.
23. ↑  Tarrant, p. 140.
24. ↑  Campbell Jutland, p. 181.
25. ↑  Campbell Jutland, p. 153.
26. ↑  Tarrant, p. 169.
27. ↑  Campbell Jutland, p. 201.
28. ↑  Campbell Jutland, pp. 204-205.
29. ↑  Campbell Jutland, p. 206.
30. ↑  Tarrant, pp. 172-174.
31. 1 2  Campbell Jutland, p. 275.
32. ↑  Campbell Jutland, pp. 298-299.
33. ↑  Campbell Jutland, p. 299.
34. ↑  Campbell Jutland, pp. 300-301.
35. ↑  Tarrant, pp. 246-247.
36. ↑  Campbell Jutland, p. 320.
37. ↑  Campbell Jutland, p. 348.
38. 1 2  Campbell Jutland, p. 349.
39. ↑  Campbell Jutland, p. 352.
40. ↑  Massie, p. 682.
41. ↑  Massie, p. 683.
42. ↑  Staff, pp. 36-37.
43. 1 2 3 4 5  Staff, p. 37.
44. ↑  Halpern, p. 213.
45. ↑  Halpern, pp. 214-215.
46. ↑  Halpern, p. 215.
47. 1 2  Staff, p. 31.
48. ↑  Halpern, p. 215.
49. ↑  Halpern, p. 218.
50. ↑  Halpern, p. 219.
51. ↑  Staff, p. 37.
52. ↑  Tarrant, pp. 280-281.
53. ↑  Tarrant, pp. 281-282.
54. 1 2  Tarrant, p. 282.
55. ↑  Herwig, p. 252.
56. 1 2  Herwig, p. 256.
57. ↑  Herwig, pp. 254-255.
58. ↑  Herwig, p. 255.
59. 1 2  Herwig, p. 257.
60. 1 2  Butler, p. 229.
61. ↑  Konstam, p. 187.